# Politische Parteien auf den Färöern
Auf den zu Dänemark gehörenden, seit 1948 autonomen Färöer gibt es folgende politische Parteien:
| Name | Name                                       | Wahlliste | Deutsche Übersetzung                       | Ausrichtung                                     | Sitze im Løgting (2022) | Sitze im Folketing (2022) | Gründung | Homepage          |
|      | Fólkaflokkurin                             | A         | Volkspartei                                | konservativ wirtschaftsliberal sezessionistisch | 6                       | -                         | 1939     | folkaflokkurin.fo |
|      | Sambandsflokkurin                          | B         | Unionspartei                               | konservativ-liberal agrarisch pro-dänisch       | 7                       | 1                         | 1906     | samband.fo        |
|      | Javnaðarflokkurin                          | C         | Sozialdemokraten                           | sozialdemokratisch unionistisch                 | 9                       | 1                         | 1926     | j.fo              |
|      | Sjálvstýri (bis 2015 Sjálvstýrisflokkurin) | D         | Selbstverwaltung (Selbstverwaltungspartei) | sozialliberal unionistisch                      | -                       | -                         | 1909     | sjalvstyri.fo     |
|      | Tjóðveldi                                  | E         | Republik                                   | (grün-) sozialistisch sezessionistisch          | 6                       | -                         | 1948     | tjodveldi.fo      |
|      | Framsókn                                   | F         | Fortschritt                                | liberal sezessionistisch                        | 3                       | -                         | 2011     | framsokn.fo       |
|      | Miðflokkurin                               | H         | Zentrumspartei                             | christlich-konservativ sezessionistisch         | 2                       | -                         | 1992     | midflokkurin.fo   |
|      | Framtakið                                  | K         |                                            |                                                 | -                       | -                         |          |                   |
|      | Føroyaflokkurin                            | L         |                                            |                                                 | -                       | -                         |          |                   |

Die färöische Parteienlandschaft im herkömmlichen Links-rechts-Schema und bezüglich der Loslösung des Landes von Dänemark

Die politische Landschaft der Färöer unterscheidet nicht nur zwischen links (Sozialdemokraten, Republikaner) und rechts (Volkspartei, Zentrumspartei, Unionisten), sondern quer dazu noch einmal zwischen der Befürwortung der Reichsgemeinschaft mit Dänemark (vor allem Unionisten und Sozialdemokraten) und der Loslösung (besonders Republikaner und Volkspartei). 
Seit 2005/06 geht ein Riss durch alle Lager bezüglich der rechtlichen Gleichstellung von Homosexuellen, eine Trennlinie zwischen christlich-fundamental und weltlich-liberal. Während zum Beispiel die Vorsitzenden von Republikanern, Unionisten und Sozialdemokraten für eine Liberalisierung eintraten, rumorte es im Parteivolk, und prominente Mitglieder verließen ihre Parteien unter Protest. 2008 stellte die christliche Zentrumspartei den Fortbestand der Koalition mit Sozialdemokraten und Republikanern in Frage. Zu einem auch international beachteten Eklat kam es 2010, als mehrere Politiker einem offiziellen Mittagessen mit der offen lesbischen isländischen Premierministerin Jóhanna Sigurdardóttir fernblieben.

## Historische Parteien
- Den røde 1. maj-gruppe
- Fiskivinnuflokkurin
- Framsóknarflokkurin
- Frælsisfylkingin
- Hin føroyski flokkurin
- Hin Stuttligi Flokkurin
- Kristiligi Fólkaflokkurin
- Kommunistiski flokkur Føroya
- Loysingarflokkurin
- Miðnámsflokkurin
- Oyggjaframi (marx-leninistar)
- Oyggjaframi - Føroyskir Sosialistar
- Sosialistiski Loysingarflokkurin
- Verkamannafylkingin
- Vinnuflokkurin